# گلیدن (آیووا)
گلیدن (به انگلیسی: Glidden) شهری در ایالت آیووا کشور ایالات متحده آمریکا است که جمعیت آن در سرشماری سال ۲۰۱۰ میلادی، ۱٬۱۴۶ نفر بوده‌است.